# مارغريت ليفي
مارغريت ليفي (بالإنجليزية: Margaret Levi)‏ هي عالمة سياسة أمريكية، ولدت في 1947.